# Суарес, Хуан Орасио
Хуан Орасио Суарес (исп. Juan Horacio Suárez; 12 марта 1938 год, Вилья-Нуэва, Аргентина) — католический прелат, первый епископ Грегорио-де-Лаферрере с 25 ноября 2000 года по 19 декабря 2013 года.

## Биография
Родился 12 марта 1938 года в Вилья-Нуэве, Аргентина. 2 декабря 1967 года был рукоположён в священники для служения в епархии Сан-Хусто.
25 ноября 2000 года Папа Римский Иоанн Павел II издал буллу «Haud parva laetitia», которой учредил епархию Грегорио-де-Лаферрере и назначил Хуана Орасио Суареса её первым епископом. 23 декабря 2000 года состоялось его рукоположение в епископы, которое совершил апостольский нунций в Аргентине Сантос Абриль-и-Кастельо в сослужении с епископом Сан-Хусто Хорхе Артуро Майнвилем, епископ Мар-дель-Платы Хосе Марией Аранседо, епископом Сан-Рафаэля Гилермо Хосе Гарлатти и вспомогательным епископом архиепархия Баия-Бланки Нестором Уго Наварро.
19 декабря 2013 года подал в отставку.